# Meerim Zhumanazarova
Meerim Zhumanazarova (Biškek, 9 novembre 1999) è una lottatrice kirghisa, specializzata nella lotta libera. Ha rappresentato la Kirghizistan ai Giochi olimpici estivi di Tokyo 2020, vincendo il bronzo nel torneo dei 68 kg.

## Palmarès
- Giochi olimpici

Tokyo 2020: bronzo nei 68 kg.
- Mondiali

Oslo 2021: oro nei 68 kg.
- Giochi asiatici

Giacarta 2018: bronzo nei 68 kg.
- Campionati asiatici

Biškek 2018: bronzo nei 68 kg.
Xi'an 2019: oro nei 68 kg.
Almaty 2021: oro nei 68 kg.
Ulaanbaatar 2022: argento nei 65 kg.
- Giochi asiatici indoor e di arti marziali

Aşgabat 2017: bronzo nei 69 kg.

## Altre competizioni internazionali
2020
- Oro nei 68 kg nella Coppa del mondo individuale ( Belgrado)